# 쌍백초등학교
쌍백초등학교는 대한민국 경상남도 합천군 쌍백면 평구리에 위치한 초등학교이다.

## 학교 연혁
- 1932년 5월 10일 쌍백공립보통학교 개교
- 1938년 4월 1일 쌍백공립심상소학교 개편[1]
- 1941년 4월 1일 쌍백공립국민학교 개편[2]
- 1979년 3월 1일 병설유치원 개원
- 1990년 3월 1일 운곡분교장 통폐합
- 1996년 3월 1일 쌍백초등학교로 개칭[3]
- 2021년 9월 1일 제31대 윤영학 교장 부임
- 2022년 2월 11일 제87회 졸업식(총 졸업생수 8,349명)

## 상징
- 교화 - 개나리 : 우리나라의 전통적인 느낌과 우중충한 회색도시를 샛노란 칠을 해 대듯 물결치며 봄을 알리는 개나리와 같이 우리의 것을 잃지 않고, 어디에서든지 봄을 알리는 전령과도 같이 희망을 가지고 살아 가는 쌍백인이 되길 바라는 뜻에서 교화로 선택하였다.
- 교목 - 메타세콰이어 : 하늘을 찌를 듯이 곧게 뻗은 굳은 기상과, 오랜 시간 버텨온 인내력을 본받아 항상 바른생각과 근면성실함을 가지고 거대한 거목으로 발전하길 바라는 의미에서 교목으로 선택하였다.

## 참고 자료
- 쌍백초등학교 - 한국교육학술정보원 학교알리미